# Grevillea meisneri
Grevillea meisneri là một loài thực vật có hoa trong họ Quắn hoa. Loài này được Montrouz. miêu tả khoa học đầu tiên năm 1860.